# William Beveridge
William Henry Beveridge, primer Baron Beveridge de Tuggal, (Bengal, Bangladés, 5 de marzo de 1879-Oxford, Reino Unido, 16 de marzo de 1963) fue un economista y político liberal británico. Es uno de los responsables de la creación de los planes sociales avanzados en beneficio de los trabajadores. Se le conoce fundamentalmente por su informe de 1942, Social Insurance and Allied Services (conocido como el "Primer informe Beveridge") que proporcionó las bases teóricas de reflexión para la instauración del Welfare State por parte del gobierno laborista posterior a la Segunda Guerra Mundial.

## Juventud e inicios de su carrera política
William Beveridge era el menor de los hijos de un juez del Indian Civil Service, que había nacido en Bengala en 1879. Después de cursar sus estudios secundarios en la Charterhouse School, se dedicará a estudiar literatura clásica en el Balliol College de Oxford. Empieza a estudiar la carrera de Derecho, pero la abandona al cabo de unos meses, en 1902 para ponerse a trabajar a tiempo completo en una fundación humanitaria situada en el este de Londres, Toynbee Hall (). A finales de 1905, pasa a trabajar como periodista en el periódico conservador Morning Post, en el que escribe acerca de los problemas sociales.
Le presentan a Winston Churchill a finales de 1907. Cuando éste es nombrado President of the Board of Trade, o lo que es lo mismo, Ministro de Economía, en el gobierno liberal de Herbert Henry Asquith (1908-1915), incluye a Beveridge en su equipo. Una vez convertido en alto funcionario, Beveridge podrá desarrollar muchos de los proyectos de calado social por los que se había interesado anteriormente. Contribuirá a establecer unos servicios de empleo, que sirvan para dar cobertura económica y social a los desempleados, y pasará a dirigir estos servicios en 1909. Entre 1908 y 1916 desempeñará el cargo de Subsecretario de la Cámara de Comercio, y desde 1937 hasta 1945 será decano del University College de Oxford. Sus ideas tienen mucha repercusión sobre Lloyd George y tienen como consecuencia la votación del National Insurance Act de 1911. Recomienda que se instaure un sistema de pensiones de jubilación para las personas mayores y un sistema de seguridad social. 
Tras la Primera Guerra Mundial, es ennoblecido. En 1919 pasa a ser, gracias a la intervención de los socialistas de la Fabian society, director de la London School of Economics (Escuela de Economía y Ciencia Política de Londres), puesto que desempeñará hasta 1937.

## Los "Informes Beveridge"
En 1940, Ernest Bevin, ministro de Trabajo, le solicita una serie de recomendaciones acerca de la seguridad social, que hasta ese momento se había desarrollado sin la coherencia ni el rigor necesarios. Por esa misma razón, el gobierno escoge al año siguiente a William Beveridge para que elabore un informe que sirva para proponer un modelo de reconstrucción para el periodo de posguerra.
El informe, titulado Report to the Parliament on Social Insurance and Allied Services, o "Informe al Parlamento acerca de la seguridad social y de las prestaciones que de ella se derivan", se hizo público en noviembre de 1942. Preconiza este informe que todo ciudadano en edad laboral debe pagar una serie de tasas sociales semanales, con el objetivo de poder establecer una serie de prestaciones en caso de enfermedad, desempleo, jubilación y otras. Beveridge opina que ese sistema permitirá asegurar un nivel de vida mínimo por debajo del cual nadie debe caer. Para convencer a los conservadores escépticos, Beveridge explica que la asunción por parte del estado de los gastos de enfermedad y de las pensiones de jubilación permitirá a la industria nacional beneficiarse de aumento de la productividad, y como consecuencia, de la competitividad. 
En 1944, publicó una segunda obra que se conoce a veces con el nombre de «segundo informe Beveridge» (Full Employment in a Free Society, ‘Trabajo para todos en una sociedad libre’) en el que declara que la puesta en marcha de un eficaz sistema de protección social exige una situación de pleno empleo. En este punto sus ideas progresistas convergen con las de otro economista británico, John Maynard Keynes.
Al terminar la guerra, el Partido Laborista de Clement Attlee gana las elecciones al primer ministro saliente, el conservador Winston Churchill. El nuevo primer ministro anuncia entonces la puesta en marcha del Estado del bienestar, tal y como había sido definido en el primer informe Beveridge de 1942.
En 1944, Beveridge es elegido en la Cámara de los Comunes en representación del Partido Liberal. En 1946, es nombrado Barón de Tugall, y pasará a encabezar el grupo liberal en la Cámara de los Lores.
Muere el 16 de marzo de 1963.

## Principales obras
- Unemployment: A problem of industry (‘El paro: un problema para la industria’), 1909. en línea (Archive.org)
- Prices and Wages in England from the Twelfth to the Nineteenth Century (‘Precios y salarios en Inglaterra entre los siglos XII y XIX’), 1939.
- Social Insurance and Allied Services (‘Informe al Parlamento acerca de la seguridad social y de las prestaciones que de ella se derivan’), 1942. (Informe Beveridge)
- Full Employment in a Free Society (‘Trabajo para todos en una sociedad libre’), 1944.
- The Economics of Full Employment (‘La economía del empleo pleno’), 1944.
- Why I am a Liberal (‘Por qué soy liberal’), 1945.